# Kolonia Fernheim
Fernheim – kolonia mennonicka w zachodnim Paragwaju, w departamencie Boquerón. Na terenach Chaco Boreal.
Kolonia powstała w 1930 roku za sprawą 1572 ruskich mennonitów. Ruscy mennonici pod względem etnicznym stanowili ludność niemiecką, która w 2 połowie XVIII wieku osiedlała się na terenach ówczesnej Rosji. Początkowo grupa ta opuszczając Rosję udała się do Niemiec, skąd mieli wyjechać do Kanady, jednakże ze względu na odmowę kanadyjskiego rządu ostatecznie zdecydowali się osiedlić w paragwajskim Chaco.
Początkowo kolonia składała się z 12 wsi. Z czasem rozwinęła się do 25 wsi. Za sprawą osadników powstało także miasto Filadelfia, które powstało jako ośrodek administracyjny kolonii. Fernheim powstała jako druga z mennonickich kolonii w zachodnim Paragwaju – 3 lata po kolonii Menno.
W 1937 roku około 30% mieszkańców opuściło kolonię, by założyć kolonię Friesland we wschodnim Paragwaju. W latach 1950–1970 wiele osób emigrowało do Niemiec lub Kanady, co zagrażało istnieniu kolonii. Ostatecznie jednak od lat 70. sytuacja demograficzna uległa stabilizacji.
W roku 1987 kolonia liczyła 3240 osób, natomiast w roku 2008 były to 4172 osoby. W 1931 roku w Fernheim powstała spółdzielnia rolna, która w 2008 roku miała w swoim posiadaniu 600 tysięcy hektarów gruntów. Była to pierwsza spółdzielnia w Paragwaju. Mennonici utworzyli również Asociación Fernheim, które zajmowało się organizacją usług edukacyjnych czy zdrowotnych, jako że w czasie powstawania kolonii tereny te były bardzo słabo zaludnione i nie wszędzie jeszcze sięgała w pełni administracja rządowa. Stowarzyszenie działa obecnie jako organizacja non-profit i prowadzi szpital w Filadelfii oraz 6 szkół podstawowych i szkołę średnią.
Impulsem dla rozwoju gospodarczego było powstanie lotniska w latach 50. oraz otwarcie drogi 9, zwanej też drogą Transchaco w latach 60., która połączyła departament Boquerón ze stolicą kraju Asunción. Spółdzielnia zajmuje się głównie uprawą bydła i produkcją mleka oraz uprawą orzeszków ziemnych i sezamu.